# Frankenwaldverein
 Der Frankenwaldverein e. V. (FWV) ist einer der großen Heimat- und Wandervereine in Franken und Südthüringen. Der Verein hat seinen Sitz in Naila im Frankenwald und ist in das Vereinsregister des Amtsgerichts Hof eingetragen (VR 331). Er hat rund 10.000 Mitglieder und besteht aus über 60 Ortsgruppen, unter anderem in Kronach, Kulmbach und Hof.

## Ziele

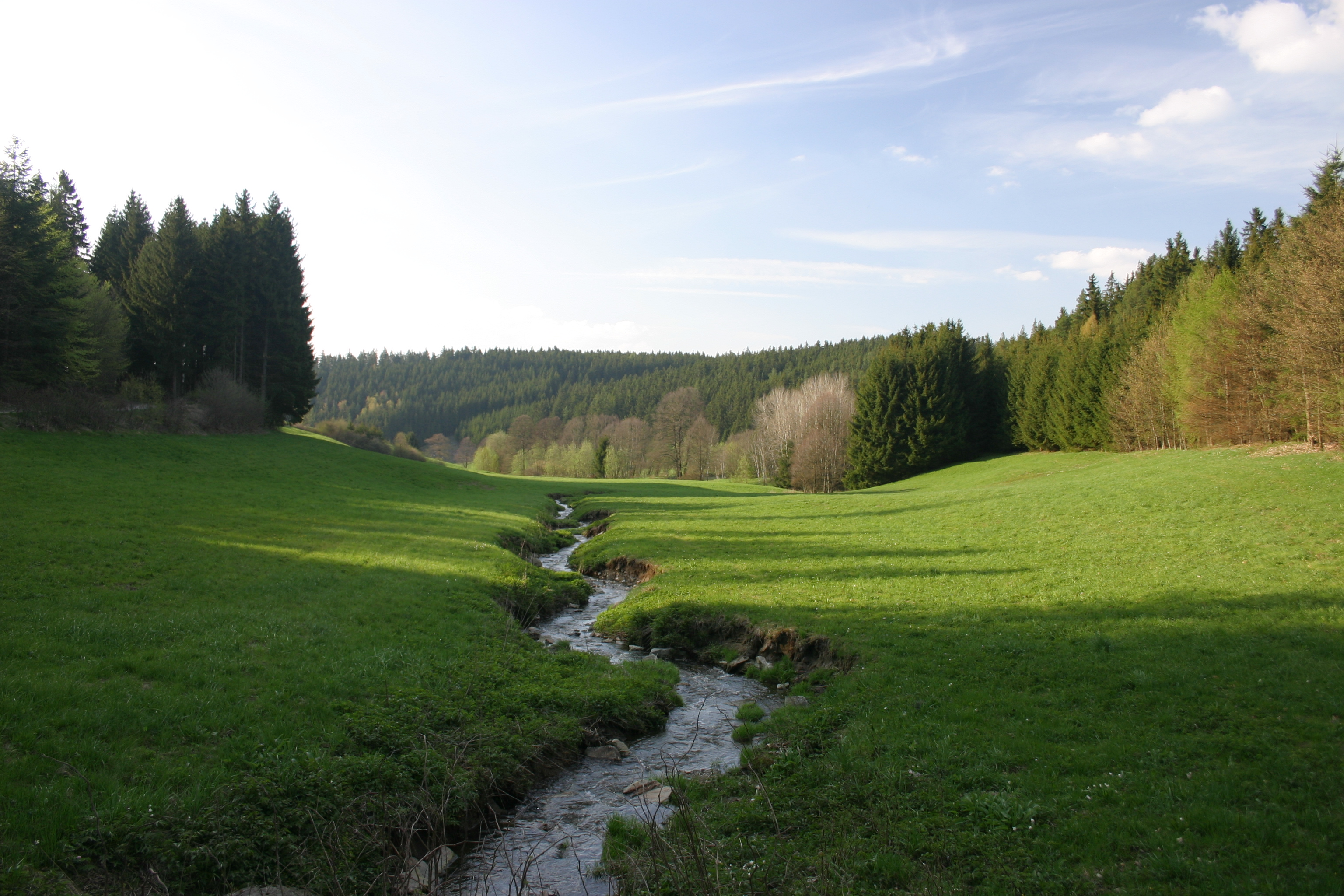
Typisches Tal im Frankenwald

Die Ziele des Vereins sind Aktivitäten, die ein unmittelbares Erleben in der Natur vermitteln und sich an den heutigen und künftigen Bedürfnissen der Menschen ausrichten. Gleichen Rang hat für den Frankenwaldverein die Bewahrung der Schönheit und Eigenart der Landschaft sowie der Erhalt der bestehenden Kulturgüter im Frankenwald. Der Frankenwaldverein gestaltet und betreut ein Wanderwegenetz, das den Schutz der Natur und die Erlebnisbedürfnisse des Wanderers verbindet.

## Ortsgruppen
Die Liste nennt einige Ortsgruppen, darunter die mitgliederstärksten: 
| Bezeichnung            | Gründung | Mitglieder 31.12.2018 |
| ---------------------- | -------- | --------------------- |
| Schauenstein           | 1925     | 458                   |
| Wallenfels             | 1904     | 458                   |
| Hof                    | 1898     | 413                   |
| Bad Steben             | 1898     | 367                   |
| Seibelsdorf            | 1925     | 344                   |
| Berg                   | 1927     |                       |
| Bernstein am Wald      | 1926     |                       |
| Blankenberg            | 1990     |                       |
| Bobengrün              | 1927     |                       |
| Buchbach               | 1979     |                       |
| Carlsgrün/TSV          | 2009     |                       |
| Christusgrün-Dürrnberg | 1957     |                       |
| Döbra                  | 1898     |                       |
| Dürrenwaid             | 1928     |                       |
| Enchenreuth            | 1925     |                       |
| Hirschberg             | 1990     |                       |
| Issigau-Reitzenstein   | 1898     |                       |
| Kronach                | 1911     |                       |
| Naila                  | 1898     |                       |
| Nordhalben             | 1903     |                       |
| Zeyern                 | 1963     |                       |

## Geschichte
Am 1. Januar 1876 wurde die „Sektion Frankenwald“ als Untersektion von Trostberg des Deutschen und Österreichischen Alpenvereins in Nordhalben gegründet. Darin bildete sich eine Sektion Greiz, die 1882 selbständig wurde, wie wenige Jahre später die Sektionen Fichtelgebirge in Wunsiedel, Vorläufer des Fichtelgebirgsvereins, und Lichtenfels. Seit 1883 ist Naila Sitz des Vereins. 1887 erfolgte die Einweihung eines hölzernen Aussichtsturms auf dem Döbraberg. Am 30. Oktober 1898 erhielt der Verein seinen heutigen Namen Frankenwaldverein. Der neugegründete Verein übernahm den Döbraturm und das Inventar der Sektion. Als Gründer des Vereins gilt Dr. Oskar Köhl aus Naila. In den Folgejahren bildeten sich mehrere neue Ortsgruppen, dabei verhältnismäßig spät die Ortsgruppe Kronach im Jahr 1911. Verschönerungsvereine schlossen sich dem Frankenwaldverein als Ortsgruppen an, Schauenstein und Presseck im Jahr 1909, etwas später folgte Seibelsdorf. Der Verein errichtete in der Zeit vor dem Ersten Weltkrieg mehrere steinerne Aussichtstürme, denen drei baufällige hölzerne Bauten vorangegangen waren. Lorenz Reinhard Spitzenpfeil schuf 1924 das bis heute verwendete Vereinslogo. Er gestaltete den Einband der Vereinszeitschrift und entwarf diverse Vereinsauszeichnungen und Illustrationen. Das 50-jährige Vereinsjubiläum wurde 1926 in Kronach mit zweitägigem Rahmenprogramm und aufwendigem historischem Festumzug gefeiert.

## Angebote
Der Frankenwaldverein unterhält in der Region ein dichtes Netz von Wanderwegen. Seit der Frankenwald im Jahr 2015 das Zertifikat Qualitätsregion Wanderbares Deutschland erhalten hat, betreut der Frankenwaldverein mit den neu angelegten FrankenwaldSteigla auch 31 Qualitätswege. Entlang des Wegenetzes betreut der Verein mehrere Aussichtstürme und Wanderheime. Neben dem Wandern engagiert sich der Frankenwaldverein in der Pflege von Brauchtum und Kultur sowie im Naturschutz.
Seit dem Jahr 2009 betreut der Verein auch den Kohlenmeiler im Thiemitztal bei Schwarzenbach am Wald. Dieser wird zweimal im Jahr entfacht.

## Wanderheime

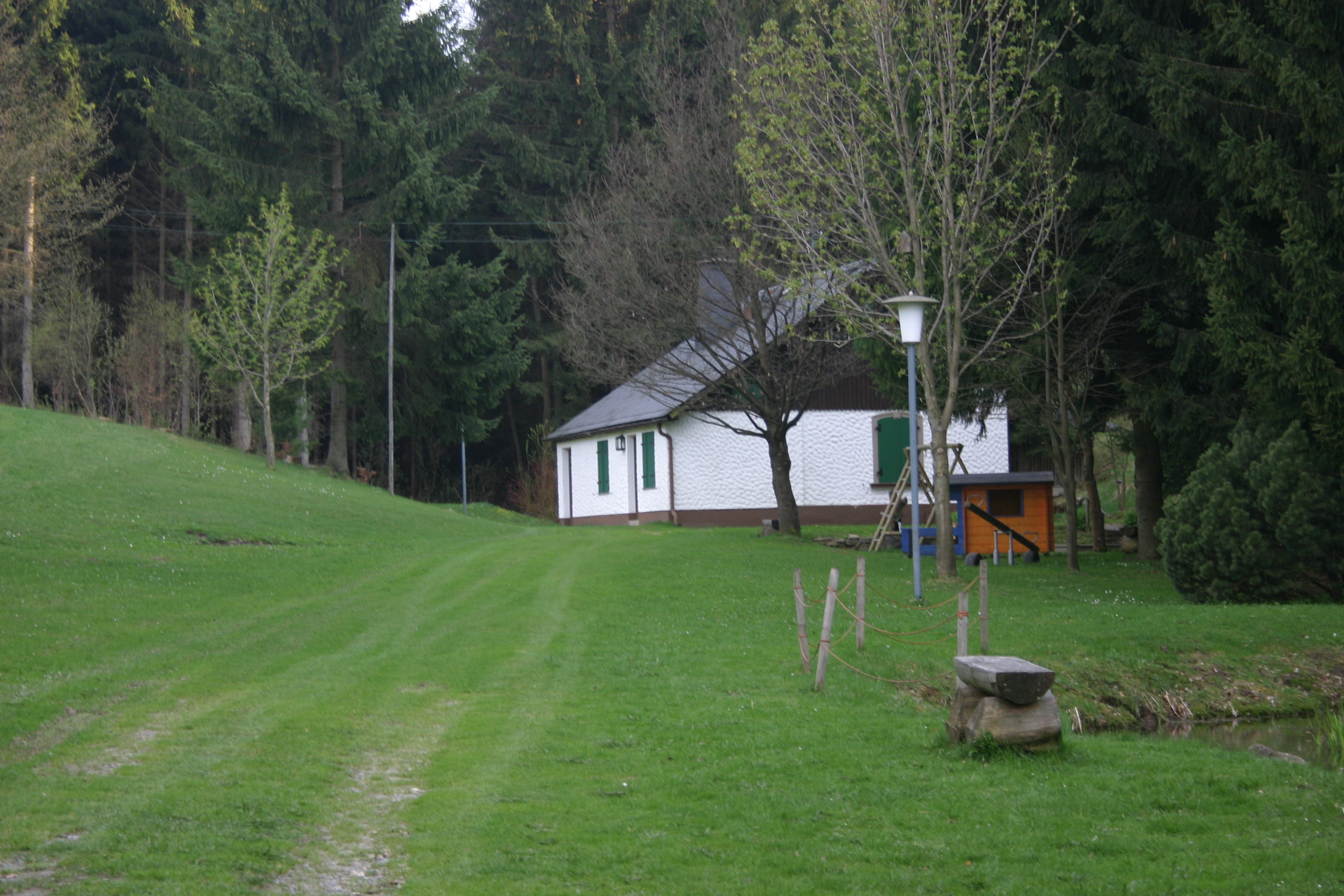
Wanderheim Schauenstein im Aubachgrund

| - Gerlaser Forsthaus - Haueisen - Hermesgrün - Köstenschmölz - Ludwigsstadt - Marlesreuth | - Rothleiten - Schauenstein - Seibelsdorf - Steinbach - Steinwiesen - Viceburg |

## Aussichtstürme

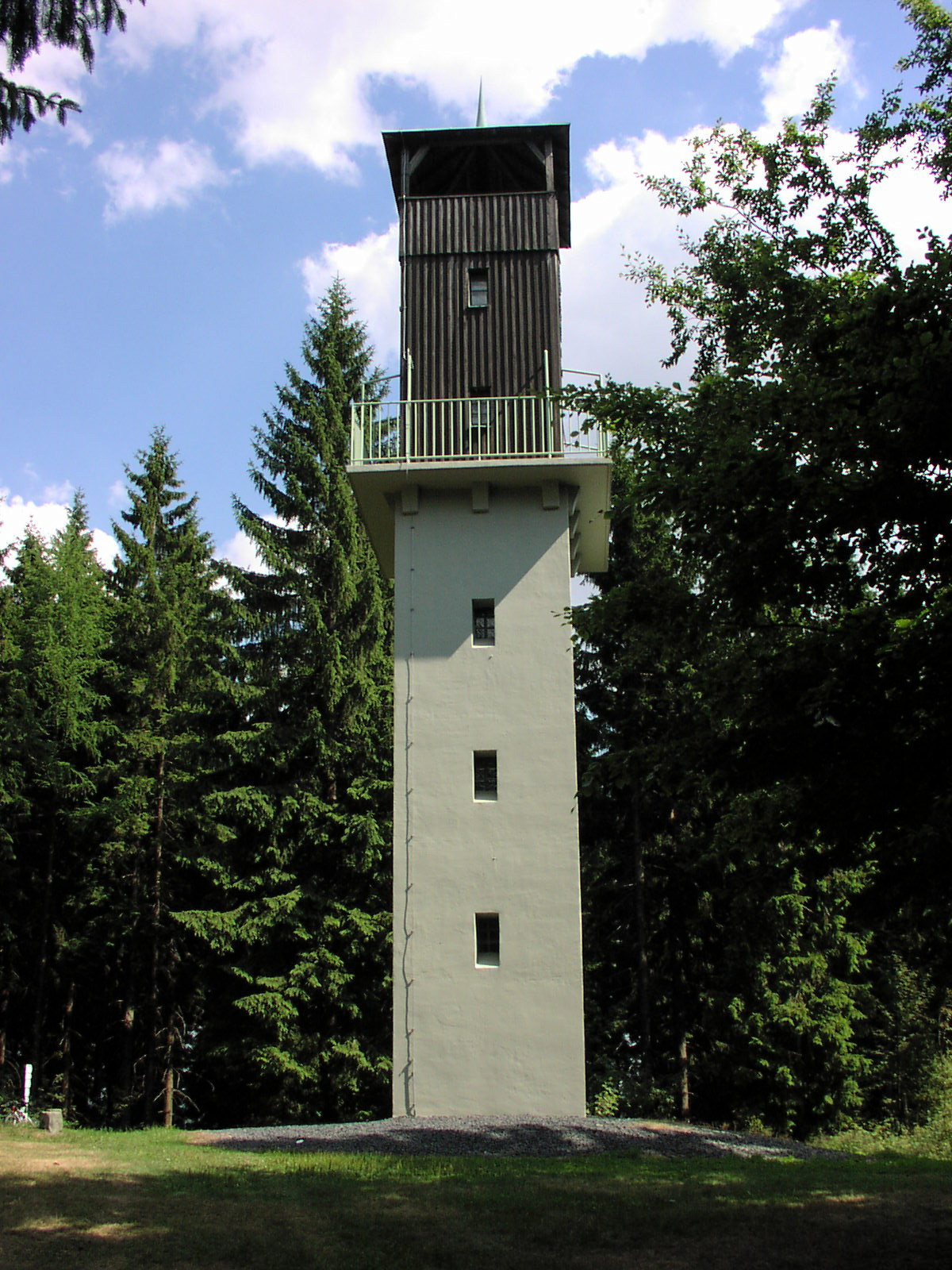
Radspitzturm

Der Frankenwaldverein ist Eigentümer mehrerer Aussichtstürme; dem Engagement und Idealismus vieler Mitglieder ist es zu verdanken, dass die Türme bestiegen werden können:
- Frankenwarte (auf dem Hirschhügel bei Geroldsgrün-Hirschberglein)
- Lucas-Cranach-Turm (auf der Kaltbucher Höhe bei Weißenbrunn-Neuenreuth)
- Pressecker-Knock-Turm (auf dem Pressecker Knock bei Presseck)
- Prinz-Luitpold-Turm (auf dem Döbraberg bei Schwarzenbach-Döbra)
- Radspitzturm (auf der Radspitze bei Marktrodach-Seibelsdorf)
- Wiedeturm (auf dem Wolfstein bei Issigau)

## Auszeichnungen
Der Frankenwaldverein wurde 1985 mit der Eichendorff-Plakette ausgezeichnet. Auch die folgenden Ortsgruppen erhielten diese Auszeichnung:
- 1998 Issigau-Reitzenstein[4]
- 2003 Nordhalben[5]
- 2004 Wallenfels[5]
- 2011 Kronach[6]